# Ди, охотник на вампиров
Ди, охотник на вампиров (яп. 吸血鬼ハンター"D" кю:кэцуки ханта: ди:, англ. Vampire Hunter D) — книга японского писателя Хидэюки Кикути, с которой начинается серия романов с одноимённым названием. Была опубликована в январе 1983 года издательством Asahi Sonorama. На русском языке опубликована издательством «Азбука».

## Предыстория
Сюжет книги развивает альтернативную историю нашего мира. В 1999 году началась Третья мировая война, быстро перерастая в полномасштабный ядерный конфликт. В результате человечество поставило само себя на грань вымирания, сделав собственный мир непригодным для жизни. Однако, помимо людей, на Земле испокон веков существовала ещё одна раса, фигурирующая в многочисленных легендах и поверьях, но никогда прежде не являвшаяся своим соседям в открытую — вампиры. В мире «Охотника на вампиров» это могущественные, относительно бессмертные существа, внешне идентичные людям, но обладающие иными эмоциями и физиологией. Владея древней магией и технологиями недоступного людям уровня, носферату долгие столетия тайно жили среди простых смертных, пока разгоревшаяся война (много ранее предсказанная аналитиками вампиров) и воцарившийся следом всеобщий хаос не позволили им взять бразды правления в свои руки. Отныне живые мертвецы, именующие себя аристократами, правили миром, а людям, пережившим ядерный конфликт, была уготована роль слуг и источника пищи.
С помощью современных технологий вампиры возродили цивилизацию и подняли её на качественно новый уровень. Климатические установки, установленные под поверхностью семи новых континентов, справились с последствиями ядерной зимы и позволили корректировать погоду на всей Земле по усмотрению её обитателей. Были возведены огромные кибернетические города, управляемые псевдоразумными компьютерами, их связали меж собой скоростные магистрали, оплетая единой сетью всю поверхность планеты. Были освоены межзвёздные путешествия: величественные корабли, теснящиеся в космопортах, устремились к Альтаиру и Спике, хотя по природе своей вампиры никогда не тяготели к созданию колоний за пределами Земли. Благодаря вампирам появились антигравитационные двигатели, электромагнитные силовые барьеры, лазерное и фотонное оружие, андроиды. Став вершиной социальной и пищевой пирамиды, они постарались максимально закрепиться на этой позиции. Манипулируя психологией людей, они годами взращивали покорность и суеверный ужас в отношении себя, а экспериментируя с человеческим геномом, смогли полностью стереть из памяти слуг свои слабости, вроде боязни чеснока и распятия. Таким образом, даже если кому-то удавалось обнаружить уязвимое место вампиров, срабатывала заложенная в ДНК программа и открытие полностью забывалось. Единственным эффективным оружием, не забытым людьми, остался осиновый кол, однако вбить его точно в сердце упыря было возможно лишь в солнечный полдень, когда, даже укрывшись в самом тёмном подземелье, любой вампир впадал в своеобразный летаргический сон до наступления темноты.
До становления вампиров властелинами планеты группа учёных-аналитиков предрекла, что рано или поздно аристократам суждено навсегда исчезнуть с лица Земли. Их доводы подверглись сомнению, тогда сам бог-предтеча встал на сторону этой теории, произнеся ставшую легендарной фразу: «Мы лишь гости в этом мире». Неизвестно, что именно положило начало распаду аристократической власти, но переломным стал момент, когда люди, сумев перебороть первобытный ужас, восстали против своих хозяев. Бунты вспыхивали один за другим, и в конце концов правлению вампиров пришёл конец — повсеместно преследуемые людьми, последние уцелевшие вампиры укрылись в разных уголках планеты. После долгих тысячелетий рабства человечество обрело свободу.
Лишившись могущественного покровителя, люди оказались лицом к лицу с опасностями изменённой Земли — мутантами, родившимися в пламени Третьей мировой; генетически изменёнными чудовищами, которые создавались ради забавы вампирами-генетиками в период расцвета своей расы; древними тварями, ровесниками самих вампиров, по сей день обитающими бок о бок с простыми смертными. В ход пошли все средства нападения и защиты, существующие на данный момент. Хотя, деградировав за прошедшие столетия, люди не понимали принципа действия большинства из них, они смогли приспособить лазерные винтовки и электромагнитные поля под свои нужды.
Лучшие же стали охотниками — наёмными борцами с нечистью, повсеместно искореняющими оборотней, баньши, фей, огнедышащих драконов, последние остатки аристократии. Услуги этих людей всегда были востребованы, им с готовностью платили, их труд пользовался повсеместным уважением. Главным героем повествования является странствующий охотник-дампир по прозвищу Ди. Полукровка, рождённый от человека и вампира, он, как и все ему подобные, живёт вечными странствиями — изгой, не принимаемый ни людьми, ни аристократами, всюду презираемый и ненавидимый, но всё же продолжающий выполнять свою работу. Аристократы презирают полукровок не меньше, чем людей, и не желают признавать своего родства с ними.

## Сюжет
Сюжет повествования начинается в 12090 году вблизи небольшого городка Рансильва, куда Ди прибывает на своём кибернетизированном коне. На пустынном участке дороги путь ему заступает молодая девушка по имени Дорис Лэнг, явно провоцирующая путника на драку. Когда Ди спокойно отбивает несколько атак хлыстом, нападающая говорит, что это была лишь проверка, призванная выявить именно такого профессионала, чья помощь ей сейчас необходима. Дампирская природа путника девушку не смущает. Ди принимает её предложение. Оказывается, Дорис вместе со своим братом Дэном владеет фермой недалеко от города. Несколько дней назад, во время охоты на дракона вблизи своей территории, Дорис оказалась застигнута врасплох вампиром — могущественным графом Магнусоном Ли, обитающим вместе с дочерью Лармикой в своём механизированном замке в дебрях Рансильванского леса. Граф укусил девушку и нарёк её своей невестой. Теперь единственный для героини шанс остаться человеком — уничтожить вампира.
Вскоре после прибытия на ферму Ди уверенно заявляет, что за Дорис скоро явится сам граф или его приспешники. Откуда ему это известно, дампир не уточняет, однако настаивает, что встретить врага он должен в одиночку. Когда девушка пытается спорить, охотник прикосновением руки погружает её в глубокий сон. Ди беспрепятственно выходит навстречу ночным визитёрам: Лармике, дочери Магнусона Ли, и Гару, его верному слуге-вервольфу. Выясняется, что вампиресса действует по собственной инициативе — идея отца принять в ряды аристократов простолюдинку ей не понравилась, и она намерена убить Дорис. По её приказу Гару, трансформируясь, атакует Ди, но тот легко отбивается и наносит оборотню такую рану, с которой даже колоссальные регенеративные способности не могут совладать. Потерпевшие поражение Гару и Лармика уезжают обратно в замок.
Утром к Дорис приходит Греко, сын мэра Рансильвы, давно и безуспешно пытающийся завести с девушкой роман. На этот раз он заявляет, что узнал о тайне Дорис — обручении с вампиром. Греко намекает, что Дорис, став его женой, будет защищена от любых опасностей, в противном же случае он расскажет городским о её новом «статусе» невесты. Дорис при помощи хлыста выставляет шантажиста. Некоторое время спустя на ферму действительно заявляется толпа горожан, возглавляемая мэром Рохманом (отцом Греко), шерифом Далтоном и доктором Фарринго, старым другом семьи Лэнг. Последний приглашён, дабы установить, действительно ли Дорис стала невестой вампира. Люди настаивают на помещении девушки в специальную лечебницу, созданную специально для таких случаев. Однако появляется Ди, чьё присутствие пугает толпу, и спасает таким образом Дорис.
Вскоре после отбытия толпы Ди отправляется в замок графа, рассчитывая легко разделаться с ним в период вынужденной спячки. Все автоматические орудия и электронные системы защиты здания оказываются отключены, а главному компьютеру отдан приказ пропустить визитёра. Внутри дампира встречает сам Магнусон Ли с дочерью, устроившие Ди ловушку. Вампиры используют разработанный учёными аристократами химико-ароматический состав, который видоизменяет время и создаёт вокруг локальную ночь. Лармика, после ночной встречи изменившая отношение к Ди, предлагает ему стать равным, полнокровным вампиром. Дампир отказывается и атакует графа. Недолгий поединок заканчивается падением Ди в ловушку-колодец в центре зала, недавно вырытый по настоянию Лармики и соединённый с подземельями замка. 
Ди, сумевший пережить падение с головокружительной высоты без каких-либо последствий, начинает искать выход и вскоре выходит в полузатопленный зал — обиталище Мидвичских медуз, странного триединого существа, которое некогда приютил граф. Те опутывают добычу своими волосами-щупами, но Ди высвобождает свою тёмную половину, и ожившие способности аристократа подчиняют разум медуз. По приказу Ди они ведут его к тайному выходу из подземелий.
Тем же днём, вскоре после отбытия охотника, Дорис с братом отправляются в город за покупками, однако по вине Греко ни один продавец Рансильвы не желает иметь с ними дела. Выведенная из себя, девушка отправляется в ближайший салун, где ныне пьянствует банда Греко, с твёрдым намерением проучить мерзавца при помощи кнута. Однако в этот раз Греко лучше подготовился ко встрече, купив прошитое электроникой металлизированное боевое трико, многократно увеличивающее силу и реакцию хозяина. Он ловит направленный на него хлыст и хватает девушку, намереваясь обесчестить её прямо посреди зала. В этот момент в салуне появляются новые действующие лица — четвёрка мужчин в составе миловидного молодого человека по имени Рэй-Гинсей, здоровяка Голема, горбатого коротышки Халы и Бурава, странного человека со сглаженными линиями тела. Новоприбывшие представляются как охотники на исполинов и по приказу предводителя разделываются с бандой Греко. Сам Гинсей, заинтересовавшийся Дорис, объясняет, что не мог не помочь попавшей в беду красивой леди, но девушка ощущает исходящие от него неприятные эманации и при первой возможности ретируется.
Вернувшись на ферму, Дорис и Дэн принимаются ждать Ди, а потом — графа, визит которого Дорис внутренне предчувствует. Однако с закатом прибывает не охотник, а доктор Фарринго — старый друг семьи Лэнгов. Врач заявляет, что ему удалось найти способ остановить вампира. Он рассказывает о том, как однажды отец Дорис столкнулся с аристократом и каким-то образом смог обратить его в бегство, однако, после схватки способ стёрся из памяти — сработала генетическая блокировка, некогда внедрённая вампирами в ДНК людей. Долгие годы Фарринго бился над этой проблемой и вот теперь привёз с собой колбу с результатами своих трудов. Поскольку в эффективности методики доктор пока не уверен, у блокировки не было повода включиться, а значит, один раз это средство можно использовать против графа.
Ночью Магнусон Ли действительно проникает в дом, где его встречает Фарринго и его препарат — чесночный порошок, сильнейший раздражитель ольфакторных нервов нежити. Сильно ослабленный, Ли всё-таки пытается добраться до потерявшей сознание Дорис, но в последнюю секунду срабатывает заклятие, наложенное Ди перед уходом, вычерчивающее на шее девушки эфемерный крест — символ, которого вампиры боятся сильнее чеснока. Магнусон Ли спешно ретируется. Стоит доктору понять, что открытое им средство действительно действует, и он мгновенно забывает о нём. Наутро, оставив Дэна на попечительстве Фарринго, Дорис отправляется на поиски Ди, желая помочь ему.
В это время на тракте вблизи Рансильвы происходит стычка: патруль Сил обороны Фронтира — главного военизированного формирования нового мира — натыкается на четвёрку Рэя-Гинсея, которая оказывается ничем иным как бандой «Дьявольский корпус», долгое время терроризировавшей весь континент. Бойцы СОФ едва успевают удивиться тому, что вся банда в полном составе сама вышла им навстречу, как отряд атакует нечто незримое, нематериальное, одним прикосновением сводящее людей с ума — вступил в работу пятый член шайки, ведьма, с расстояния управляющая пришельцами с изнанки мира. Один из солдат всё же успевает выстрелить в голову Гинсея из лазерного пистолета, но в результате лишь поджаривает собственные мозги — открывается способность главаря искажать пространство. Отчего-то атака эфирного призрака заканчивается раньше положенного срока, и бандиты, самостоятельно закончив дело, отправляются проверить, что случилось с их компаньонкой. Выясняется, что в гибели ведьмы виновата Дорис. Проезжая по равнине мимо Карьера дьявола, уставленного обломками стен, колонн и массивными каменными статуями, она заметила престарелую женщину, занятую каким-то ритуалом. Когда Дорис решила подобраться поближе, её атаковал скотодух-невидимка, используемый чернокнижниками для защиты от посторонних во время работы. Девушка уничтожила стража, и в тот же момент упала замертво колдунья, чья жизнь была связана с жизнью духа.
После некоторых раздумий Дорис решает забрать тело с собой и отвезти в город, так как без присмотра оно может стать вместилищем нечистых сил. Девушку видит Рэй-Гинсей. Отпустить её живой он теперь не может. Поняв, кем на самом деле является её спаситель, Дорис пытается бежать, но бандит отсекает все ноги её лошади одним броском остро заточенного бумеранга. Дорис укрывается среди руин. К Рэю-Гинсею тем временем присоединяются остальные члены «Корпуса», закончившие ликвидацию следов схватки на тракте. Мутанты готовятся разорвать жертву в клочья, однако в этот момент весь Карьер дьявола стремительно заполняется густым туманом и в его клубах прямо из-под земли появляется Ди в компании Мидвичских медуз, так как здесь находится секретный вход в подземелья. Дампир приказывает сёстрам возвращаться под землю, отбивает бумеранг Гинсея и исчезает вместе с Дорис под покровом тумана, уйдя от схватки. По возвращении на ферму Ди рассказывает о произошедшем. Отказываться от задания, несмотря на неудачу, он не намерен.
Той же ночью, возвращаясь домой из салуна, Греко замечает экипаж, катящийся по улице без единого звука — карета графа. Она останавливается у гостиницы, и Магнусон Ли собственной персоной заходит в здание. Сообразив, что явился он явно из-за Дорис, парень крадётся следом. У номера, куда вошёл вампир, Греко достаёт электронный звукоулавливатель, и с его помощью подслушивает происходящий внутри разговор через дверь. Граф явился к Рэю-Гинсею, поселившемуся здесь под чужим именем. Вначале Ли предъявляет главарю «Корпуса» бляху командира отряда СОФ — того самого, который бандиты уничтожили на тракте. Трупы они сожгли, но благодаря мощнейшей технологической базе аристократу удалось воссоздать из пепла этот кусочек металла, который теперь может быть использован как улика. В обмен на неразглашение тайны граф требует от «Дьявольского Корпуса» уничтожить Ди, тем более что у Гинсея имеются с ним свои счёты. Взамен Рэй-Гинсей просит превратить его в аристократа. Удивлённый вампир соглашается. Напоследок он отдаёт временную ловушку обратного действия — при активации она превращает ночь в день и сильно ослабляет дампиров, не боящихся обычного солнца.
Наутро Дэн, убежавший поохотиться на туманных дьяволов, пропадает, и Дорис, отправившись на поиски, находит только его винтовку и записку, призывающую Ди явиться вечером в Карьер дьявола, дабы обменять свою жизнь на жизнь мальчика. Оставив Дорис у доктора Фарринго, дампир отправляется на встречу. Между тем сам доктор появляется с дальнего вызова только под вечер, зато приносит хорошие новости: возвращаясь от пациента через северный лес, он по случайности наткнулся на развалины древнего храма, построенного для защиты от вампиров. Его стены покрыты рунами, которые предположительно должны препятствовать приближению живых мертвецов, значит, Дорис может найти там убежище от графа.
Обрадованная Дорис немедленно выезжает вместе с доктором в его экипаже. Но стоит им углубиться в лес, как на пути двуколки появляется Лармика. Фарринго почтительно приветствует вампирессу. Дорис понимает, что доктор сам стал вампиром — граф укусил его прошлой ночью, и теперь по его приказу старик вёз девушку прямиком в замок. Оглушив её, Фарринго приглашает Лармику проследовать с ними, дабы подтвердить, что новый слуга в точности выполнил указания хозяина. А через мгновение в его грудь вонзается стальная стрела.
Тем временем, вернее несколько ранее, Ди приезжает в Карьер дьявола, где его уже дожидаются Рэй-Гинсей с подручными и связанный Дэн. Гинсэй сообщает, что хитрый узел задушит мальчика в течение двадцати минут,  а Ди расправляется с его помощниками за сорок три секунды. Впечатлённый мастерством дампира, Рэй-Гинсей отпускает Дэна и пытается договориться с охотником, предлагая ему союз, а заодно сообщает о реальных планах графа и роли доктора Фарринго в них.  Дампир вступает с ним в схватку, в результате которой главарь не существующей более банды лишается руки и вынужден спасаться бегством. Ди не преследует его и просит Дэна показать дорогу в северный лес.
В это время на дороге Лармика, убив доктора, готовится оборвать жизнь Дорис — вампиресса не намерена мириться с присутствием простолюдинки в своём доме. Однако в последнюю секунду сама она теряет сознание, а из придорожных зарослей появляется человек, в чьих руках тлеет ароматическая ловушка. Это Греко — накануне, подслушав разговор графа и Гинсея, он хитростью проник в его комнату в гостинице и подменил подарок Ли на обычные благовония. После чего проследил за Дорис и Фарринго и появился в нужный момент. Приведя девушку в чувство, Греко говорит, что теперь ей нечего бояться: вампиресса у них и её можно использовать как заложницу, чтобы диктовать графу свои условия. Находящаяся в полубессознательном состоянии Лармика, впрочем, придерживается иного мнения: она требует у Греко убить его, угрожая ему расправой в ближайшем будущем — ведь позор для аристократа хуже смерти. Взбешённый Греко действительно заносит над вампирессой кол, но тут Дорис пинком вышвыривает его из повозки — несмотря на принадлежность Лармики к роду вампиров, девушка не питает к ней ненависти и не желает её смерти. Это, однако, становится её ошибкой: при падении временная ловушка в руке Греко гаснет, и теперь ничто не сдерживает Лармику. Однако стоит женщине приблизить своё лицо к шее Дорис, как дыхание аристократа вновь проявляет на коже девушки крест, наложенный Ди.
Тем временем на сцене объявляется сам Магнусон Ли в сопровождении Гару и нескольких боевых дроидов — после задержки доктора Фарринго граф решил проверить, что случилось. От скорейшего пленения и препровождения в замок Дорис спасает появление Ди, умудрившегося вовремя добраться сюда от Карьера дьявола. До последнего мгновения не замеченный ни чутьём вампира, ни радарами роботов, охотник появляется за спиной Лармики и, взяв её в заложницы, уезжает вместе с ней, Дорис, Дэном и Греко. Граф кричит им вслед, что с вампирессой они могут делать, что захотят — после такого проступка она ему больше не дочь. Однако Ди, отъехав на безопасное расстояние, просто отпускает Лармику.
В то время как охотник и Лэнги готовятся к новой атаке графа, Греко, отпущенный ими ранее, и не думает убираться восвояси — затаившись по соседству с фермой, он наблюдает за ней. В своём завидном упорстве парень задался целью уничтожить Ди, ставшего преградой на пути к Дорис. Однако наблюдения внезапно прерываются появлением Рэя-Гинсея, который с не меньшей решимостью намерен выполнить задание Ли, дабы получить место в кругу аристократов.  Гисей предлагает Греко сделку: они сообща разделываются с дампиром, после чего каждый получит то, что ему нужно.
Глубокой ночью на ферму вновь наведывается толпа горожан, только шерифа Далтона среди них нет — люди заперли его в его же собственной тюрьме, дабы не беспокоиться по поводу законности сего предприятия. Повод для визита у них был, и притом веский: граф нанёс очередной коварный удар. Сразу несколько горожан нашли своих жён и детей полумёртвыми, парализованными магией вампиров — их устами Ли пожелал, чтобы Дорис выдали ему, иначе каждую ночь количество живых мертвецов будет увеличиваться. По словам мэра Рохмана, ничего подобного делать они, конечно же, не собираются — девушку только лишь поместят в специальную лечебницу, дабы граф не мог до неё добраться.
Тут вперёд выходит Ди и одним прикосновением левой руки заставляет толстяка рассказать об истинных планах: запереть Дорис на пару дней, затем выпустить, сказав, что с графом покончено, и, отдав её таким образом аристократу, спасти невиновных или, по крайней мере, большинство из них. Связываться с охотником не хочет никто из присутствующих, но тут на сцене появляется Рэй-Гинсей собственной персоной. Отмахнувшись от предъявленных Дорис обвинений, он предлагает собравшимся сделку: они с дампиром сражаются один на один и, если Ди проиграет, горожане могут забрать девушку.
На уцелевшую руку Гинсея надет фрагмент боевой формы, одолжённый у Греко. В нужный момент бандит активирует настоящую временную ловушку — она не парализует Ди, как полноценных вампиров, но причиняет ему сильную боль и снижает реакцию. Ускоренная костюмом рука Рэя-Гинсея оказывается быстрее рефлексов охотника — осиновый кол вонзается ему прямо в сердце, и Ди падает замертво.
Горожане тут же хватают отчаянно отбивающихся Дорис и Дэна и спешно ретируются. Рядом с телом остаётся только Гинсей, а вскоре к нему присоединяется наблюдавший за всем Греко, довольный успехом. Бандит тем временем изучает левую ладонь охотника, пытаясь понять, как тому удалось поглотить пауков Халы. Наконец он просто отрезает мертвецу кисть и вышвыривает её в кусты для собственного спокойствия, после чего отправляется к графу за обещанной наградой.
Дорис и Дэна привозят в лечебницу — хорошо укреплённое, оборудованное мощной охранной системой здание, построенное специально для изоляции жертв вампиров, — и, заперев в камеру, оставляют на попечительство Прайса, здешнего сторожа. Остаются они там, впрочем, недолго: в лечебницу заявляется Греко и, обманом вынудив того открыть дверь, хладнокровно убивает старика. Похоже, от всего произошедшего парень повредился рассудком: Дорис он заявляет, что прикончил ещё и своего отца, и теперь намерен убежать вместе с девушкой. Дорис отказывается идти с ним. В приступе ярости Греко направляет на неё ствол, но её спасает появившаяся Лармика. Выпустив детей из камеры, она говорит Дорис, что выведет их и поможет укрыться там, где её отец не сможет достать свою невесту. «Он хотел бы так» — добавляет она, имея в виду Ди. Дорис начинает понимать, что дочь графа была неравнодушна к дампиру. Впрочем, далеко уйти они не успевают — на их пути возникает сам Ли.
А в это время на ферме, рядом с трупом Ди, в кустах возникает непонятное шевеление: оттуда выползает, ловко перебирая пальцами, отрубленная левая рука. Так впервые зримо проявляет себя паразит, обосновавшийся в этой конечности, внешне проявляющий себя в виде крохотного лица, проступающего на ладони. Недовольно бормоча, рука на глазах прирастает на место, затем сама поднимается и выдёргивает кол из груди дампира. Всасывая воздух и поедая землю, паразит преобразует в себе эти стихии и направляет их энергию в тело хозяина — рана зарастает на глазах. Серией ударов рука вновь запускает остановившееся сердце: Ди воскресает из мёртвых, успев при этом разрубить едва не сожравшее его туманное облако. Поинтересовавшись у паразита о произошедшем, охотник как ни в чём не бывало отправляется в путь.
Тем временем юный Дэн бежит со всех ног в направлении фермы через лес, преследуемый Гару — граф выпихнул мальчишку из кареты на полпути к замку, а своему прислужнику-вервольфу разрешил поохотиться. Однако когда оборотень уже готовится настичь добычу, на его пути возникает Ди, и Гару падает, сражённый одним ударом. Вместе с ликующим Дэном охотник отправляется прямиком в замок. Все его защитные системы отключены — неприметный медальон, всегда носимый Ди на шее, необъяснимым образом взломал центральный компьютер. Во дворе героев встречает Рэй-Гинсей с новой временной ловушкой, но дампира уже невозможно остановить: царапнув кончиком меча по лбу бандита, он немедля втыкает его себе в живот, после чего лезвие, уже связанное четырёхмерным каналом с телом Гинсея, материализуется в его теле. Будучи в плане физиологии обычным человеком, он почти сразу умирает.
В подземельях замка, среди гробов графской прислуги, Магнусон Ли заканчивает стирать защитное заклинание-крест и уже готов окончательно превратить загипнотизированную Дорис в равную себе, но тут как раз объявляется Ди. В ходе решающей схватки граф в первый и последний раз использует своё спецоружие — живую накидку, но Ди, обломав кончик меча, кидает его точно в сердце вампира и убивает его. В тот же момент стены вокруг начинают трескаться и осыпаться. Велев Дорис, полностью исцелившейся от вампирской заразы, бежать наверх вместе с Дэном, дампир остаётся в зале. Вскоре там же появляется Лармика: это она выдернула предохранители, и теперь сама молекулярная структура здания стремительно теряет стабильность. В конце вампиресса спрашивает Ди, действительно ли он — сын бога-предтечи, имя которому — Дракула, однако ответ охотника остаётся неизвестным. Замок рушится, дальнейшая судьба героев не описывается. 

## Персонажи

### Ди
Ди (яп. ディー ди:, также «Ｄ») — дампир, полукровка. Внешне ему не дашь больше двадцати лет. У Ди красивое, правильное лицо аристократического типа, бледная кожа и чёрные вьющиеся волосы, он высок и строен. Стиль одежды — неприметный тёмный костюм, широкая шляпа и длиннополый плащ. Основным оружием служит длинная, обоюдоострая катана, с лёгкостью рассекающая даже камень и сталь; помимо неё, Ди изредка пользуется длинными деревянными иглами.
Лицо охотника почти всегда спокойно и невыразительно, голос тихий, ровный. Говорит Ди мало, бросая короткие фразы и лишь изредка снисходя до нормальной речи. Подлинные эмоции дампира проявляются лишь в том случае, когда вампирская часть его сущности преобладает над человеческой. Будучи полукровкой, Ди невосприимчив к распятиям и солнечному свету, хотя созданная вампирами временная ловушка, превращающая ночь в солнечный день, способна причинить ему сильную боль. При этом сила, скорость реакции, регенеративные способности охотника развиты не хуже, чем у любого живого мертвеца. От них же унаследована жажда крови, периодически просыпающаяся в Ди, однако тот успешно подавляет в себе эти порывы, за исключением случаев, когда это может помочь в выполнении задания. Невзирая на презрение и ненависть, испытываемые к нему людьми, он продолжает помогать им, и не только в том, за что ему заплатили. Ди всегда верен своим обещаниям, кому бы они не были даны.
У Ди есть одна уникальная особенность: в его левой руке обитает паразит (яп. 左手 хидаритэ, «левая рука»), внешне проявляющийся в виде крохотного сморщенного лица, проступающего прямо на ладони. В книге не объясняется, что представляет собой это существо, откуда оно взялось и как его зовут. Оно обладает разумом, и хотя большую часть времени предпочитает молчать, иногда подаёт голос, являя собой как бы тёмную половину охотника — подталкивает его к утолению кровавой жажды и низменных инстинктов, хотя его слова почти всегда остаются без внимания. В определённых ситуациях паразит может приносить немалую пользу: он способен влиять на сознание людей, к которым прикасается изменённая рука дампира, поглощать различные мелкие объекты вроде стай хищных насекомых, а также преобразовывать в своей бездонной утробе четыре стихии и накачивать тело Ди полученной энергией — однажды по ходу повествования охотник был таким образом воскрешён из мёртвых после удара осиновым колом в сердце.

### Дорис Лэнг
Дорис Лэнг (яп. ドリス・ラン дорису ран) — семнадцатилетняя дочь охотника на оборотней. Её отец погиб в сражении с нечистью, мать умерла от болезни, и теперь на плечи девушки легли все заботы по управлению фермой и защите её от порождений ночи. Дорис хороша собой: красивое лицо с широкими глазами и правильными чертами, длинные чёрные волосы, развитое тело. У Дорис волевой, сильный характер — жизнь без родителей научила её стойко переносить трудности и невзгоды, не позволяя проявлять слабость в решающий миг. По ходу сюжета девушка глубоко и безответно влюбляется в своего защитника Ди, хотя и старается первое время не показывать этого. Дорис мастерски владеет плетью-семихвосткой, с другим оружием также обращается неплохо.

### Дэн Лэнг
Дэн Лэнг (яп. ダン・ラン дан ран) — восьмилетний брат Дорис. Бойкий и трудолюбивый мальчишка, старающийся во всём помогать сестре. Несмотря на возраст, умеет обращаться с лазерной винтовкой и регулярно охотится на мутантов, подобравшихся слишком близко к электромагнитному барьеру фермы. С момента своего появления в их доме Ди становится для Дэна образцом для подражания, кем-то вроде старшего брата.

### Сэм Фарринго
Доктор Фарринго (яп. ピーター・フェリンゴ пи:та: фэринго) — пожилой врач из Рансильвы, старый друг отца Дорис, принимавший на свет её и Дэна. Некогда был известным охотником на пауколюдей, ныне осел на мирной должности городского лекаря, не утратив, однако, профессиональных навыков. После смерти их родителей всячески помогал детям, став для них самым близким человеком в городе. Попутно доктор вёл исследования, начатые ещё старшим Лэнгом, пытаясь найти эффективное средство борьбы с вампирами. В конечном итоге у него это получилось и созданная Фарринго чесночная эссенция спасла Дорис от клыков графа.

### Люк Далтон
Люк Далтон (яп. ルーク・ダルトン ру:ку дарутон) — шериф Рансильвы, крепкий мужчина средних лет, хорошо знающий своё дело. Несмотря на вечную хмурость и резкую манеру речи, этот человек всегда благосклонно относился к семье Лэнгов и после происшествия с Дорис старался помочь ей, не выходя, впрочем, за рамки закона.

### Мэр Рохман
Мэр Рохман (яп. ローマン村長 ро:ман сонтё) — управитель города, шестидесятилетний полный мужчина с необычайно сальным лицом. Весьма неприятный тип, питающий отвращение к жертвам вампиров и покрывающий проступки своего блудливого сынка.

### Греко Рохман
Греко Рохман (яп. グレコ・ローマン гурэко ро:ман) — сын мэра, возглавляющий банду головорезов, подобных ему самому. Трус, сквернослов, подлец и бабник, пользующийся влиянием отца, чтобы добиться всего, чего ему хочется. Пытался добиться Дорис ещё до происшествия с графом, после же, прознав о случившемся, начал шантажировать девушку, грозясь рассказать всем о её связи с Ди, но безуспешно. Как и все горожане, Греко откровенно боится Ди, но своих попыток заполучить Дорис не оставил даже после появления охотника на ферме.

### Бандиты «Дьявольского корпуса»
Банду «Дьявольский корпус», долгое время терроризирующей страну, а примерно в середине повествования прибывшей в Рансильву, возглавляет Рэй-Гинсей (яп. れいぎんせい рэй гинсэй). Это симпатичный и статный молодой человек, способный при необходимости вести себя на удивление галантно и обходительно. Однако в бою это чрезвычайно ловкий и искусный противник, мастерски пользующийся своим любимым оружием — обоюдоострыми V-образными бумерангами, которые он может запускать по любой траектории. Кроме того, являясь мутантом, Гинсей обладает уникальной способностью открывать в любой точке своего туловища или головы четырёхмерный канал и связывать его со врагом — так что пуля или меч, коснувшись бандита, проходит лишь верхний слой кожи, после чего материализуется в теле атакующего. Эта способность делает Рэя-Гинсей практически неуязвимым для огнестрельного оружия, хотя холодное остаётся опасным для незащищённых конечностей.
- Бурав — бандит из «Дьявольского корпуса». Имеет необычную обтекаемую форму тела, делающую его похожим на ракету. Его любимым оружием являются тонкие и острые ножи-финки. Как и все другие члены банды, Бурав — мутант: развивая скорость около 300 миль в час, он способен легко расправиться с любым противником. Его любимый трюк — разогнавшись до максимальной скорости, замирать на миг, снова двигаться и опять замирать, рождая вокруг противника иллюзию множества Буравов. Единственный способ защититься от этого наваждения — закрыть глаза и ориентироваться по звуку.
- Голем Нестрадалец (яп. ごうれむ гоурэму) — член «Дьявольского корпуса», отличающийся чрезвычайно массивной комплекцией — больше двух метров роста, литые бугры мышц и поистине титаническая сила. Его любимым оружием является длинное увесистое мачете. Уникальная способность Голема заключается в том, что он может контролировать твёрдость своей поверхностной мускулатуры, придавая ей прочность стали. Единственным уязвимым местом на его теле остаются глаза и рот.
- Хала — низкорослый горбатый уродец, совершенно безобидный на вид. В горбе Халы обитает целая колония ядовитых плотоядных пауков, выбирающихся наружу через разрыв в плоти и атакующих противника по приказу хозяина.
- Ведьма (яп. ウイッチ уитти) — пятый член «Дьявольского корпуса», о котором неизвестно даже бойцам из спецслужбы СОФ. Эта неопрятная старуха действительно поддерживает связь с потусторонним миром: в то время как остальные бандиты завязывают бой, она, находясь на значительном удалении от них, проводит особый ритуал, берёт под свой контроль незримых демонов с изнанки пространства и натравливает их на противника. Будучи беззащитной перед физическими атаками в момент творения волшбы, ведьма привязывает к себе всё тех же нематериальных существ и оставляет их охранять своё тело. Поскольку нити жизни женщины и демона связаны, смерть первого означает гибель и для неё.

### Мидвичские медузы
Мидвичские медузы (яп. ミドウィッチの蛇女 мидовитти но хэби онна) или «Три сестры» (яп. 三姉妹 сан симай) — изначальная нечисть, обитавшая на Земле ещё до ядерной войны. Странное существо с массивным хвостатым телом рептилии и тремя женскими головами на длинных шеях. Каждая из них обладает собственным разумом, туловище же управляется совместно и большую часть времени неподвижно покоится в водной среде. Медузы плотоядны, однако их пищей служит не только плоть людей, но и их эмоции, низменные желания и порывы. Перемещения этого необычного триединого создания сопровождаются появлением густого молочно-белого тумана, главным же оружием служат длинные густые пряди волос, которые незаметно опутывают жертву из-под воды, после чего серией прикосновений возбуждают в человеке сильнейшую похоть, которая и служит ментальной пищей медуз. Привычной средой обитания для них служат сырые подземелья. Много столетий назад граф Ли предоставил этому существу убежище в подвалах своего замка и с тех пор использовал его как сторожевого пса многочисленных тайных выходов.

### Магнусон Ли
Граф Магнусон Ли (яп. マグナス・リィ伯爵 магунасу ри хакусяку) — вампир, главный злодей повествования, чей возраст составляет 3757 лет. Внешность подробно не описана, подчёркивается только внушительный рост и комплекция. Единственная подробно описанная деталь одежды — чёрный плащ, сшитый из кожи бывших жён графа, грозное оружие, способное двигаться по его воле, во много раз прочнее любого металла и эластичнее любой ткани. Будучи, возможно, древнейшим из ныне живущих на планете вампиров, Ли сам является страшным оружием, наделённым абсолютно нечеловеческой силой, живучестью и реакцией. При выезде за пределы замка использует персональное силовое поле, настолько мощное, что даже электромагнитный барьер не в состоянии пробить его. В отличие от своей дочери Лармики, способной испытывать свойственные людям эмоции, в характере графа не осталось ничего человеческого — ему чужды доброта и сострадание, даже от собственной дочери он готов был отречься за её проступки. Однако, в конечном итоге, он начал испытывать суеверный страх перед Ди, подозревая о его связи с богом-предтечей.

### Лармика
Лармика (яп. ラミーカ・リィ рами:ка ри) — отрицательный персонаж произведения, дочь графа, девушка-вампир 1727 лет. Как и большинство героев повествования, чрезвычайно красива: длинные золотистые волосы, лазоревые глаза, полные губы, изящная фигура. Характер отличается непостоянством: к людям Лармика питает свойственное всем аристократам высокомерное отвращение, однако в отношении Ди, после первой их встречи, проявила совсем иные чувства. Ненавидит Дорис, считая её недостойной стать одним из аристократов, и вопреки воле отца пытается убить девушку. Кровожадность соседствует в этой девушке с утончённостью.

### Гару
Гару (яп. ガルー гару:) — оборотень, верный слуга графа. Даже в его человеческом обличии проскальзывают звериные черты. Будучи исконным вервольфом, не созданным аристократами, а обитавшим на Земле с начала времён, Гару нечеловечески быстр и ловок, обладает колоссальной силой и способен в мгновение ока принимать звериную форму. При выездах хозяина за пределы замка играет роль кучера. На козлах графской кареты установлена автоматическая лазерная пушка, активируемая голосом Гару.